# ジョン・フォン・ノイマン理論賞
ジョン・フォン・ノイマン理論賞（The John von Neumann Theory Prize）は、オペレーションズ・リサーチと管理工学の理論において重要でかつ立証された貢献をした個人（あるいはグループ）に対し、学会（the Institute for Operations Research and the Management Sciences）が毎年、授与する賞である。

賞には、数学者ジョン・フォン・ノイマンの名前が付けられ、1975年から実施されている。また、賞の基準には意義、革新、深遠、科学的卓越が含まれている。賞としては、5,000ドル、メダルおよび賞状が与えられている。 

## 受賞者
- 2024年 Jim Dai
- 2023年 クリストス・パパディミトリウ、Mihalis Yannakakis
- 2022年 Vijay Vazirani
- 2021年 Alexander Shapiro
- 2020年 en:Adrian Lewis
- 2019年 Dimitris J. Bertsimas、Jong-Shi Pang
- 2018年 Dimitri P. Bertsekas、John N. Tsitsiklis
- 2017年 Donald Goldfarb、Jorge Nocedal
- 2016年 Martin I. Reiman、Ruth J. Williams
- 2015年 Vašek Chvátal、Jean Bernard Lasserre
- 2014年 Nimrod Megiddo
- 2013年 Michel Balinski
- 2012年 George Nemhauser、Laurence Wolsey
- 2011年 Gerard Cornuejols
- 2010年 Soren Asmussen 、 ピーター・グリン
- 2009年 ユリー・ネスタロフ 、 Yinyu Ye
- 2008年 フランク・ケリー
- 2007年 アーサー・ヴェイノット
- 2006年 マーティン・グロチェル、ラースロー・ロヴァース 、 Alexander Schrijver
- 2005年 ロバート・オーマン（ゲームの理論）
- 2004年 J・ミカエル・ハリソン
- 2003年 アーカディ・ネミロフスキー 、マイケル・トッド
- 2002年 ドナルド・イグルハート 、 サイアラス・デルマン
- 2001年 ワード・ウィット
- 2000年 エリス・ジョンソン 、 マンフレッド・パドベルグ
- 1999年 R・ティレル・ロックフェラー
- 1998年 フレッド・グラバー
- 1997年 ピーター・ウィトゥル
- 1996年 ピーター・フィッシュバーン
- 1995年 エゴン・バラス
- 1994年 Lajos Takacs
- 1993年 ロバート・ハーマン
- 1992年 アラン・ホフマン、 フィリップ・ウォルフェ
- 1991年 プロシャン・バーロー
- 1990年 リチャード・カープ
- 1989年 ハリー・マーコウィッツ
- 1988年 ハーバート・サイモン
- 1987年 サミュエル・カリーン
- 1986年 ケネス・アロー
- 1985年 ジャック・エドモンズ
- 1984年 ラルフ・ゴモリー
- 1983年 ハーバート・スカーフ
- 1982年 アブラハム・チャーネス、ウィリアム・クーパー、リチャード・ダフィン
- 1981年 ロイド・シャープレー
- 1980年 デヴィッド・ゲール、ハロルド・クーン、アルバート・タッカー
- 1979年 ダヴィッド・ブラックウェル
- 1978年 ジョン・ナッシュ 、 カルトン・E・レンケ
- 1977年 Felix Pollaczek
- 1976年 リチャード・E・ベルマン
- 1975年 ジョージ・ダンツィーグ （リニア・プログラミング）

## 関連事項
- ジョン・フォン・ノイマン
- フォン・ノイマンメダル
- ジョン・フォン・ノイマン賞